# Carlos Odriozola
Carlos Javier Odriozola (Coronel Suárez, Buenos Aires, Argentina; 4 de octubre de 1968) es un futbolista argentino retirado que se desempeñaba en la posición de mediocampista. Jugó en varios clubes de su país y en Peñarol de Uruguay, donde se coronó campeón en 1994.

## Clubes
| Club                    | País      | Año       |
| ----------------------- | --------- | --------- |
| Gimnasia y Esgrima (LP) | Argentina | 1988-1992 |
| Newell's Old Boys       | Argentina | 1992-1993 |
| Peñarol                 | Uruguay   | 1994      |
| Deportivo Español       | Argentina | 1995-1999 |
| Villa Mitre             | Argentina | 1999-2000 |

## Como DT
- Dirige a Deportivo Sarmiento en el Torneo Federal B.
- Club Deportivo O'Higgins de Chile: Llegó a Rancagua a mediados de la temporada 2001, sin embargo se encontró en medio de una profunda crisis institucional. Fue contratado por el presidente Omar Pozo quien a los pocos días dejó el cargo para que asumiera Francisco Arce. Al final, no dirigió un partido en Chile.

## Palmarés
| Título              | Club    | País    | Año  |
| ------------------- | ------- | ------- | ---- |
| Campeonato Uruguayo | Peñarol | Uruguay | 1994 |